# Песчаная (Киевская область)
Песча́ная (укр. Піщана) — село, входит в Белоцерковский район Киевской области Украины.
Население по переписи 2001 года составляло 1168 человек.

## Местный совет
09160, Киевская обл., Белоцерковский р-н, с. Песчаная, ул. 50-летия Октября, 66